# 広江八重桜
広江八重桜（ひろえやえざくら、1879年（明治12年）3月11日 - 1945年（昭和20年）10月8日）は、日本の俳人。

## 経歴
島根県能義郡赤江村大字中津（現・安来市東中津町）に生まれる。
本名・直治。蚕豆庵（さんとうあん）と号した。当時の大地主である広江忠四郎の長男。夫人コノとの間に二男二女がある。晩年に村内に郵便局を開設したが、すべて次男まかせであったという。
俳句は中学二年頃からはじめ、大谷繞石の指導する碧雲会に参加、正岡子規選の『日本』俳壇や『ホトトギス』に投句。非常な多作家で、子規は「八重桜を以って第一の多作者となす。一季優に千句を下らざるもの数年」と評した。
のち河東碧梧桐に師事、新傾向俳句を詠み「海紅」の選者も務めたが、中塚一碧楼の義弟、中塚響也と「渚」を創刊後は定型に戻った。

## 研究
筑摩書房の現代日本文学全集の『広江八重桜集』は、八重桜の弟子で、後に『石楠』の最高幹部となった福島小蕾がまとめたものである。島根大学名誉教授、伊沢元美編の『島根文学地図』（昭和43年3月15日、今井書店刊）には、八重桜がくわしく紹介されている。俳誌『出雲』主宰、桑原視草の昭和56年度俳人協会賞（評論部門）を受賞した『出雲俳壇の人々』（昭和56年8月10日、だるま堂書店刊）にも八重桜は紹介されている。
作品集としては、『続春夏秋冬』と『日本俳句鈔』第一集から、まとめて『俳諧雑誌』（大八・三）に載せられた『八重桜句鈔』と『現代日本文学全集九一・現代俳句集』（筑摩版）に収められているものがあるが、句集はない。

## 俳風
俳風は、新傾向運動の初期の、写生を徹底しようとした時期の特色を持続し、景の中の一点、一ヶ所を鋭くみつめるゆき方をとっており、意味も他の新傾向俳人よりは明らかなものが多い。
彼女踏めばこの庭萌ゆる雪淡し
雪天に欠伸をするや檻の鷲